# محاكمات كالتشيو بولي
محاكمات كالتشيو بولي هي المحاكمات الرياضية التي تلت فضيحة كالتشيو بولي، والتي كُشف عنها في مايو (أيار) 2006.
بدأت محكمة العدل الفيدرالية التابعة للاتحاد الإيطالي لكرة القدم المحاكمة في يوليو (تموز) 2006. وكنتيجة لهذه المحاكمات الرياضية، فقد هبط فريق يوفنتوس إلى الدوري الإيطالي للدرجة الثانية مع خصم النقاط، كما خُصمت النقاط من فرق رياضية أخرى مثل فرق أريتسو، وفيورنتينا، ولاتسيو، وإي سي ميلان، وبيسكارا، وريجينا، وسيينا، وتريستينا. اقترحت المحكمة في البداية إيقاف معظم رؤساء الأندية والمديرين التنفيذيين المتورطين في الفضيحة، مع إيقاف الحكام، ومسؤولي الحكام، ومساعدي الحكام، وكبار المسؤولين في الاتحاد الإيطالي لكرة القدم مدى الحياة، ولكن في النهاية تقرر إيقاف كل من أنطونيو جيراودو الرئيس التنفيذي لنادي يوفنتوس، ولوتشانو مودجي المدير العام لنادي يوفنتوس مدى الحياة. أقيمت محاكمتان جنائيتان في مدينة نابولي. كانت المحاكمة الأولى تتعلق بفضيحة الكالتشيو بولي نفسها، بينما تضمنت المحاكمة الثانية شركة جي إي إيه وورلد للاستشارات، والتي زُعم أنها تدير جميع صفقات الانتقال ولاعبي كرة القدم الإيطاليين ووكلاءهم.
أدانت المحكمة في النهاية 6 أشخاص فقط من بين 37 متهما أوليا، وكان من بين المدانين لوتشيانو مودجي الذي حكم عليه في عام 2006 بالإيقاف وحظر النشاط مدى الحياة. وفي عام 2015، قضت المحكمة العليا في قرارها النهائي ببراءة موجي من بعض التهم الفردية بالاحتيال الرياضي، ولكن ليس من كونه ضالعا في فضيحة كالتشيو بولي. كان ماسيمو دي سانتيس هو الحكم الوحيد الذي أدين من بين ستة حكام ومساعدي حكام متهمين، على حين سقطت التهم الموجهة إلى الخمسة الآخرين بسبب قانون التقادم. في عام 2018، رفضت المحكمة العليا الاستئناف الذي قدمه نادي يوفنتوس، وبهذا الرفض كان النادي قد استنفذ جميع مستويات الحكم مما أنهى النزاع في نظام العدالة العادي. وفي عام 2020، أعلنت هيئة الضمان التابعة للجنة الوطنية الإيطالية رفض الاستئناف الأخير الذي قدمه نادي يوفنتوس، مما أدى أيضًا إلى استنفاد جميع مستويات الحكم، وإنهاء النزاع في نظام العدالة الرياضية. قدم كل من لوتشيانو موجي وأنطونيو جيرودو بعد ذلك استئنافا أمام المحكمة الأوروبية لحقوق الإنسان لإجراء محاكمات جديدة من جانبها.

## التسلسل الزمني للأحداث
كشفت فضيحة كالتشيو بولي في مايو (أيار) 2006 عندما أظهرت المكالمات الهاتفية التي توضح تورط عدد من الفرق الرياضية الإيطالية لكرة القدم، وعلى رأسها نادي يوفنتوس، مع بعض الحكام الرياضيين وكبار مسؤولي الاتحاد الإيطالي لكرة القدم في تزوير نتائج مباريات كرة القدم خلال موسم عام 2004-2005 من الدوري الإيطالي.

### المحاكمة الرياضية (2006–2012)
بدأت محكمة العدل الفيدرالية التابعة للاتحاد الإيطالي لكرة القدم المحاكمة الرياضية في يوليو (تموز) 2006. طُلب من هيئة المحكمة في البداية أن تقضي بهبوط نادي يوفنتوس إلى دوري الدرجة الثالثة، على الرغم من أن الهبوط يكون دائمًا للدرجة الأدنى مباشرة وفقًا لقانون الرياضة الإيطالي، إلى جانب هبوط ثلاثة أندية أخرى، وهي فرق فيورنتينا ولاتسيو وإي سي ميلان، إلى دوري الدرجة الثانية، غير أن المدعي العام في الاتحاد الإيطالي لكرة القدم ستيفانو بالاتزي طالب بهبوط جميع الأندية الأربعة المتورطة من دوري الدرجة الأولى الإيطالي إلى دوري الدرجة الثانية مع خصم عدد من النقاط لكل فريق (6 نقاط ليوفنتوس، و3 نقاط لإي سي ميلان، و15 نقطة لكل من فيورنتينا ولاتسيو)، بالإضافة إلى تجريد نادي يوفنتوس من لقب الدوري الإيطالي الدرجة الأولى 2004-2005، وخفض رتبته لكي يحتل المركز الأخير في بطولة الدوري الإيطالي الدرجة الأولى 2005-2006. كشفت المحاكمات لاحقا عن تورط أندية في فضيحة الفساد والاحتيال الرياضي، ففي أغسطس (آب) 2006، طالب المدعي العام هيئة المحكمة أن تقضي بهبوط فريق نادي ريجينا إلى دوري الدرجة الثانية مع خصم 15 نقطة. خففت هذه العقوبة في وقت لاحق فألغي هبوط الفريق، لتشمل العقوبة الجديدة المقررة خصم 15 نقطة مع تغريم النادي بغرامة مالية قدرها 30 ألف يورو، وتغريم رئيس النادي باسكوالي فوتي 30 ألف يورو ومنعه من ممارسة جميع الأنشطة المتعلقة بكرة القدم لمدة عامين ونصف. كما خففت أيضًا العقوبات المفروضة على أندية فيورنتينا ولاتسيو وإي سي ميلان بعد الاستئنافات التي قدمتها الأندية واكتفت المحكمة بخصم النقاط وإلزام كل فريق بلعب مباراة أو مباراتين على أرضه دون جمهور، وسُمح لفريق إي سي ميلان بالمشاركة في دوري أبطال أوروبا 2006-2007، والذي فاز به النادي، على الرغم من معارضة الاتحاد الأوروبي لكرة القدم لمشاركته في البطولة في البداية بسبب تورطه في الفضيحة. رفض الاستئناف الذي قدمه نادي يوفنتوس، وكان هو النادي الوحيد الذي هبط إلى دوري الدرجة الثانية الإيطالي بدءًا من موسم عام 2006-2007 وحكم عليه بخصم 30 نقطة خفضت لاحقًا إلى 17 نقطة، ثُم خفضت مرة أخرى إلى 9 نقاط فقط.
طلب من هيئة المحكمة في البداية أن تقضي بإيقاف معظم رؤساء الأندية والمديرين التنفيذيين المتورطين، بالإضافة إلى الحكام ومسؤولي الحكام ومساعدي الحكام وكبار المسؤولين في الاتحاد الإيطالي لكرة القدم، في البداية مدى الحياة. ولكن في أكتوبر (تشرين الأول) 2006، اكتفت المحكمة بحظر نشاط المسؤولين المتورطين لبضع سنوات أو تغريمهم أو تحذيرهم، وقد عاد العديد منهم لاحقا إلى مناصبهم السابقة أو تولوا مناصب جديدة في أنديتهم أو في مؤسسات كرة القدم الإيطالية، مثل كلاوديو لوتيتو رئيس نادي لاتسيو ونائب رئيس ميلان آنذاك، وأدريانو جالياني رئيس رابطة كالتشيو، وكان كل من أنطونيو جيراودو الرئيس التنفيذي ليوفنتوس، ولوتشيانو مودجي المدير العام للنادي هما المديران التنفيذيان الوحيدان اللذان أوقفا وحظر نشاطيهما لمدى الحياة، ففي يونيو (حزيران) 2011، وقبل ستة أشهر من نهاية مدة الحظر الأولي لمدة خمس سنوات، أعلن الاتحاد الإيطالي لكرة القدم أن لوتشيانو مودجي وأنطونيو جيرودو تم إيقافهما مدى الحياة، وهو ما أكدته محكمة الاستئناف الفيدرالية التابعة للاتحاد الإيطالي لكرة القدم في يوليو (تموز) 2011. في أبريل (نيسان) 2012، أيدت المحكمة العليا للعدالة الرياضية التابعة للجنة الوطنية الإيطالية حظر كل من لوتشيانو مودجي وأنطونيو جيرودو ونائب رئيس الاتحاد الإيطالي السابق إينوسينزو مازيني.